# Kurt Kreutz
Kurt Willy Kreutz (* 16. April 1914 in Hamburg; † 1974 in Kopenhagen) war ein deutscher Kommunist. Er beteiligte sich in Dänemark aktiv am Widerstand gegen den Nationalsozialismus.

## Leben
Der gelernte Buchdrucker Kreutz war Mitglied der Roten Jungfront und trat 1929 der Kommunistischen Partei Deutschlands (KPD) bei. Nach der „Machtergreifung“ der Nationalsozialisten beteiligte er sich am kommunistischen Widerstand. Im Oktober 1933 emigrierte er nach Dänemark. Bis zu seiner Anerkennung als Rote-Hilfe-Flüchtling im März 1936 hielt er sich illegal in Dänemark auf. Die dänischen Behörden verdächtigten ihn aber – zu Recht – eine zentrale Rolle in den Aktivitäten der KPD in der Zeit von 1933 bis 1936 gespielt zu haben. Von 1936 bis Anfang 1938 war Kreutz Mitarbeiter (Deckname „Ralf“) von Kurt Granzow, der die Abwehr bei der „Abschnittsleitung Nord“ der KPD mit Sitz in Kopenhagen leitete. Von November 1936 bis Januar 1937 hielt sich Kreutz in Schweden auf. 1938 erhielt er in Dänemark eine Arbeitserlaubnis als Typograph. Im Juni 1941 ging er in den Untergrund. Kreutz gehörte zu den wenigen deutschen Kommunisten, die das Ende der Okkupation Dänemarks in Freiheit erlebten. Er war Mitglied der illegalen Organisation der KPD in Dänemark und beteiligte sich bis zur Befreiung Dänemarks aktiv am Widerstand. Er bildete mit den Kommunisten Willi Adam, Otto Brenzel, Alfred Drögemüller, Ernst Pudlich, Ferdinand Schindler, Max Spangenberg, Karl Thurm, Waldemar Verner sowie Karl und Else Winkel den Kern der Bewegung „Freies Deutschland“ in Dänemark.
Kreutz blieb nach der Befreiung in Dänemark und wurde 1953 dänischer Staatsbürger. Er starb 1974 in Kopenhagen.